# El rey de reyes (película de 1927)
El rey de reyes (título original en inglés: The King of Kings) es una película estadounidense de Paramount Pictures de 1927, del género épico, dirigida por Cecil B. DeMille.

La película narra la vida de Jesús de Nazareth, en concreto las últimas semanas antes de la Crucifixión. La película es muda y está filmada en blanco y negro, menos las últimas secuencias que se rodaron en Technicolor. Se estructura a base de textos extraídos de los Evangelios que aparecen en la pantalla antes de cada escena y que permiten al espectador seguir la historia. La película destaca por ser la primera gran obra del cine a la figura de Jesús y por el cuidado especial de la imagen.

## Sinopsis
La película empieza con María Magdalena, con una imagen de sensual cortesana rodeada de hombres que aparentan riqueza y poder. Judas Iscariote, que debería encontrarse allí, no está, y Magdalena tiene noticia de que se ha unido a los seguidores de Jesús y corre a recriminárselo. Magdalena se encuentra con Jesús y, de inmediato, queda integrada entre el grupo de apóstoles como un miembro más. Después del encuentro, la figura de Jesús se presenta en la primera mitad de la película como el hombre público que obra milagros y difunde la fe. La segunda parte recoge la Pasión, Muerte y Resurrección.